# Балка Мокра Калинова
Балка Мокра Калинова — балка (річка) в Україні у Совєтскому районі м. Макіївки Донецької області. Ліва притока річки Калинової (басейн Азовського моря).

## Опис
Довжина балки приблизно 6,09 км, найкоротша відстань між витоком і гирлом — 8,07  км, коефіцієнт звивистості річки — 1,12 . Формується декількома балками та загатами.

## Розташування
Бере початок на південно-західній стороні від селища Кринична. Тече переважно на південний захід, перетинає Радянську вулицю і впадає у річку Калинову, ліву притоку річки Грузької.

## Цікаві факти
- На балці існують терикони та Макіївський цвинтар[2].